# Michael Jackson's Ghosts
Michael Jackson's Ghosts è un mediometraggio horror del 1997 diretto dal pioniere degli effetti speciali Stan Winston e interpretato da Michael Jackson e scritto da Michael Jackson, Stephen King e Mick Garris.
Girato tra il 1993 e il 1996, venne distribuito inizialmente dal 25 ottobre 1996 insieme alle copie del film L'occhio del male (Thinner) solo in alcuni cinema selezionati negli USA. Un anno dopo fu presentato fuori concorso al Festival di Cannes 1997 e messo in commercio alla fine dello stesso anno in tutto il mondo in VHS e in alcune rare versioni in Laserdisc e VCD.
Con i suoi quasi 40 minuti di durata, era considerato dal Guinness dei Primati il videoclip più lungo della storia, record sottrattogli da Pharrell Williams nel 2013 col videoclip lungo 24 ore realizzato per la canzone Happy.
Il video è inoltre il più caro della storia con un budget iniziale di 7 milioni di dollari diventati 15 milioni di dollari alla fine della post produzione, pagati tutti da Jackson di tasca sua, come dichiarato dallo sceneggiatore Mick Garris nel 2017.
Il film parla di un misterioso eremita, dotato di poteri soprannaturali, che vive isolato nella sua villa infestata da fantasmi e che gli abitanti bigotti vogliono cacciare e include tre pezzi interpretati e ballati da Michael Jackson. Tutte le canzoni presenti sono tratte dagli album HIStory: Past, Present and Future - Book I e Blood on the Dance Floor: HIStory in the Mix mentre le musiche della colonna sonora sono di Nicholas Pike. Jackson interpreta sia il ruolo del protagonista che quello dell'antagonista.

## Trama
Il misterioso Maestro (Michael Jackson) vive da solo in una tetra villa di stile vittoriano accanto ad un cimitero in cima ad una collina che sovrasta la città di Normal Valley, abitata solo da gente "carina e normale" ("nice regular people") come recita il cartello. Qui, occasionalmente, diverte i bambini con alcuni giochi di prestigio e magie. Uno dei ragazzini racconta tutto alla madre, che avverte della cosa il bigotto ed intollerante Sindaco della cittadina (interpretato sempre dallo stesso Jackson grazie al make-up dello Stan Winston studio); indispettito dai racconti, egli organizza dunque una fiaccolata con alcuni cittadini (la cui scena prende ispirazione dal film Frankenstein) fino alla dimora di Maestro, per convincerlo a lasciare la città.
Giunti davanti alla villa di Maestro, indicata come Someplace Else ("da qualche altra parte/altrove"), si trovano davanti ad un enorme cancello. I bambini assicurano i propri genitori che Maestro non ha fatto nulla di male e chiedono loro di lasciarlo in pace, ma il Sindaco insiste: «He's a weirdo, and there's no place in this town for weirdos» («È uno strambo, e non c'è posto in questa città per gli strambi»). Il cancello si apre da solo, spaventando il gruppo di persone, che raggiunge la porta principale, la quale si apre anch'essa da sola e si richiude violentemente dopo il loro passaggio. All'interno la dimora è ancora più lugubre, e i genitori iniziano a tranquillizzare i bambini e loro stessi.
Due grandi portoni si aprono rivelando un salone immenso (e il film passa dal bianco e nero, col quale era girato fino ad ora, al colore, citando una famosa sequenza del film Il mago di Oz del 1939). Con molta esitazione, la gente si fa strada all'interno della sala. Qui, dopo un lampo seguito dal rumore di un tuono, vengono sorpresi da una figura incappucciata con una maschera da teschio che, una volta toltosi la maschera, si rivela essere Maestro. Il Sindaco subito lo attacca, chiamandolo "weird" ("bizzarro"), "freak" ("fenomeno da baraccone") e dicendogli che non è il benvenuto nella loro città. Maestro si difende affermando che non vuole fare del male a nessuno, ma solo intrattenere i bambini con dei trucchi di magia. In seguito alle continue minacce del sindaco, Maestro risponde con una sfida: «You're trying to scare me, aren't you? We play a game. The first person who gets scared, has to leave» («Stai cercando di spaventarmi, vero? Facciamo un gioco: la prima persona che si spaventa, se ne deve andare»). Il Sindaco incalza: «Are you going to leave, or am I going to have to hurt you?» («Te ne vai da solo o devo costringerti con la forza?»). Maestro risponde allora: «I guess I have no choice; guess I have to scare you» («Credo di non avere altra scelta, credo dovrò essere io a spaventare te»). Maestro comincia a fare facce buffe, che il Sindaco definisce ridicole e non divertenti, allora Maestro cambia tono e chiede: «Is THIS scary?» («Ti fa paura QUESTO?») e si allarga allora la bocca con le mani in maniera innaturale per poi scuoiarsi la pelle dalla faccia per mostrare il cranio. La gente spaventata corre verso la porta, che Maestro prontamente chiude con l'ausilio dei suoi poteri magici e distrugge con un pugno il suo cranio per rivelare di nuovo la sua faccia normale.
Maestro presenta la sua "famiglia" di fantasmi, i quali, insieme a lui, si esibiscono in diverse coreografie (sulla base di brani composti da Jackson) che impressionano e spaventano la gente. Durante una sequenza, Maestro diventa uno scheletro animato mentre continua a ballare sulle note di Is It Scary; in seguito, diventa una sorta di ectoplasma bluastro ed entra nel corpo del Sindaco e comincia a farlo ballare sulle note di Ghost e lo trasforma in un mostro orripilante che, guardandosi allo specchio, si chiede: «Who's the freak now?» («Chi è adesso quello strano?»).
Alla fine il Sindaco torna normale e Maestro chiede loro: «Do you still want me to go?» («Volete ancora che io me ne vada?»); la gente risponde "no", mentre il Sindaco ribadisce "sì!"; allora Maestro, molto sommessamente, acconsente e si butta per terra dove i suoi pugni e il suo volto si infrangono in mille pezzi, come fossero d'argilla, e il suo corpo rapidamente diventa polvere sul pavimento, che viene spazzata via dal vento. Qualcuno si commuove e i bambini sembrano dispiaciuti dell'accaduto mentre il sindaco, trionfante, si dirige verso la porta per andare via. Ma mentre sta per aprire la porta, questa viene sfondata da un volto gigante di Maestro-demone che lo spaventa talmente tanto da farlo correre via e lasciando, comicamente, un buco a forma di Sindaco nella finestra dalla quale si butta.
La gente si dirige verso la porta dove si trova Maestro (tornato normale) che ride. Si rendono conto che non è cattivo come dicono e che il vero mostro non è davanti ai loro occhi ma si cela in ognuno di loro. La storia finisce con un ragazzino (Seth Smith) tra i cittadini che chiede loro: «Is this scary?» («Fa paura questo?»), e un'inquadratura sulla villa, mentre in sottofondo si sentono le urla della gente.

## Produzione

### Genesi dell'opera
L'idea per quello che sarebbe divenuto il cortometraggio di Ghosts venne a Jackson nel 1993 come videoclip per la canzone Is This Scary (in seguito divenuta Is It Scary) che stava registrando per la colonna sonora del film La famiglia Addams 2 (Addams Family Values). Jackson iniziò a girare il video nell'agosto dello stesso anno con la regia di Mick Garris, anche sceneggiatore, mentre la canzone veniva ultimata in studio. A causa delle accuse di presunte molestie piovute su di lui lo stesso mese, che crearono un polverone mediatico attorno a lui e che lo costrinsero ad abbandonare diversi progetti ai quali stava lavorando, Jackson accantonò l'idea sia della canzone che del video, che rimasero entrambi incompleti.
Lo sceneggiatore del film La famiglia Addams 2 ha dichiarato al riguardo:
(Paul Rudnick, sceneggiatore)

### Versione del 1996
Nel 1996 Jackson si apprestava a realizzare il singolo di 2 Bad (canzone contenuta nell'album HIStory del 1995) e per il video della canzone riprese l'idea (e parte del girato) che aveva avuto nel '93 per l'originale progetto Is This Scary. Jackson prese in mano il progetto pagando di tasca propria una cifra stimata tra i 15 e i 20 milioni di dollari. Decise inoltre di rigirare tutte le scene col sindaco della cittadina e questa volta sarebbe stato lui stesso a interpretarlo, grazie al trucco prostetico e agli effetti speciali di Stan Winston, che diresse la nuova versione su consiglio di Garris stesso, che era impegnato in un altro progetto in quel periodo. Jackson co-scrisse anche la nuova sceneggiatura con l'aiuto di Stephen King. Una volta ultimate le riprese e un primo montaggio del corto, dove era presente la sola 2 Bad durante le parti musicali, il mediometraggio era pronto per essere distribuito, ma la casa discografica, però, cambiò idea sui futuri singoli e l'idea di realizzare 2 Bad come singolo venne messa da parte lasciando nuovamente il video nell'oblio per qualche mese.

### Versione del 1997
Assieme a Jackson, la Sony Music decise in seguito di utilizzare il video, nel frattempo rinominato Ghosts, per promuovere sia l'album HIStory che il seguente Blood on the Dance Floor: HIStory in the Mix, uscito nell'aprile del 1997. Nella nuova versione del '97 vengono quindi aggiunte al video le canzoni Is It Scary (rinominata e terminata apposta per l'occasione) e la nuova Ghosts (o Ghost) nata da una costola di Is It Scary (per questo le strofe iniziali di entrambe si somigliano), contenute entrambe nell'album Blood on the Dance Floor: HIStory in the Mix. Is It Scary e Ghosts infatti sono canzoni molto simili. Le strofe di entrambe le canzoni sono identiche, nella melodia vocale e negli accordi di base, con alcune differenze nel testo, la strofa è la stessa ma arrangiata diversamente mentre poi pre-ritornello e ritornello cambiano. Nella versione del '96, pertanto, tutto il film si basava sulla sola canzone 2 Bad ed alcuni effetti speciali erano diversi, come la trasformazione del sindaco quando ha lo specchio in mano che venne realizzata in stop motion nella prima versione e in CGI nella seconda.

### Versione originale riemersa in rete
Nel 2015 in rete sono trapelate immagini che mostrano per la prima volta gli spezzoni del cortometraggio incompiuto di Is This Scary del 1993. Dalle immagini si può capire come molte parti di girato siano state reintegrate nella versione del 1996/1997. Ad interpretare il sindaco era l'attore Ken Jenkins ed il finale doveva essere diverso: in questa versione, sono i bambini del villaggio che ricompongono Maestro pezzo per pezzo alla fine del corto. L'attrice Christina Ricci, nella parte di Mercoledì Addams, assieme agli altri due bambini protagonisti del cast della Famiglia Addams, apparivano nel finale del video in un cameo mentre i cittadini (in questa versione incluso il sindaco) lasciavano indisturbati la villa dopo aver cambiato opinione su Maestro; la ragazzina chiedeva ai bambini della cittadina se volevano fermarsi a giocare con loro, e il video si concludeva con una scena ripresa da la Famiglia Addams 2, in cui Mercoledì accendeva le sedie elettriche in cui erano seduti i fratelli.

## Riferimenti
Ghosts ha molto in comune con il suo diretto predecessore, Michael Jackson's Thriller (1983). Entrambi i video sono omaggi ai generi horror e, appunto, al thriller del passato. Mentre Thriller può essere visto come un tributo all'omonimo genere dei film, in particolare I Was a Teenage Werewolf (1957), La notte dei morti viventi (1968) di George A. Romero e Un lupo mannaro americano a Londra (1981), Ghosts genericamente si rifà al genere horror; la fiaccolata iniziale può essere vista nel Frankenstein del 1931, ripresa a sua volta nel cortometraggio di Tim Burton Frankenweenie (1984) o anche nel film d'animazione della Disney La bella e la bestia (1991).
Ghosts può essere interpretato come una grande autocitazione, allegoria e film (quasi) autobiografico della vita di Michael Jackson degli anni precedenti (e, profeticamente, anche di quelli futuri); nel film si trovano alcuni elementi e similitudini che riportano alla vita privata del cantante: Maestro è una figura solitaria, vive lontano dalla gente e interagisce solo con i bambini, che sono gli unici di cui si fida e che, a loro volta, si fidano di lui, e viene accusato falsamente dai loro genitori di aver fatto qualcosa di sbagliato nei loro confronti (in questo caso di averli terrorizzati con dei trucchi magici). Similarmente, la figura del Sindaco viene ricondotta a Tom Sneddon, il procuratore distrettuale della contea di Santa Barbara che fu il diretto persecutore di Jackson nei suoi guai giudiziari.

## Distribuzione

### Cinema
Ghosts venne proiettato inizialmente, nella sua prima versione, in esclusiva nel periodo di Halloween negli Stati Uniti dal 25 al 31 ottobre '96 in 11 cinema che collaborarono con Sony, prima del film L'occhio del male (Thinner) tratto da una storia di Sthephen King, che aveva lavorato anche con Jackson alla sceneggiatura del cortometraggio (i cinema erano 84th Street di New York, Roosevelt Raceway di Westbury, Meadow 6 di Syracuse, Magic Johnson di Los Angeles, City Place di Dallas, Memorial City di Houston, Crestwood Theatre di Crestwood, Tyson's Corner di McLean, Copley Place di Boston, Cleveland East di Cleveland e College Park di Indianapolis). In seguito, quando Jackson si imbarcò nella tournée HIStory, il corto venne presentato con due prime al cinema tenutesi in Australia, nel novembre del '96, e in Giappone, nel dicembre dello stesso anno, col cantante che presenziò a entrambe le prime. In seguito, il cortometraggio venne proiettato, per la prima volta nella sua versione definitiva, fuori concorso al Festival di Cannes 1997, dove Jackson e il regista Stan Winston parteciparono allo screening assieme agli ospiti e ai fan.

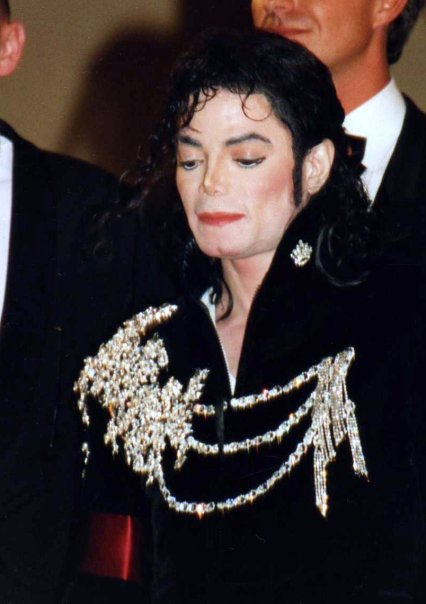
Michael Jackson mentre discende le scale della montée des marches dopo la prima del suo cortometraggio Ghosts al Festival di Cannes nel 1997.

### Home video
Verso il periodo natalizio del 1997 venne pubblicato in Europa e in quasi tutto il resto del mondo (tranne che negli USA) il cofanetto/box set di Ghosts contenente:
1. la VHS ufficiale del film;
2. Una riproduzione in miniatura del program dato in omaggio agli ospiti della première al Festival di Cannes del 1997;
3. L'album Blood on the Dance Floor: HIStory in the Mix;
4. Un esclusivo CD singolo contenente dei remix delle canzoni Ghosts e Is It Scary più l'inedita On The Line tratta dalla colonna sonora del film di Spike Lee Bus in viaggio (Get on the Bus).

Sempre lo stesso anno è stato pubblicato in VHS singola in quasi tutto il mondo e in alcune rarissime versioni in Laserdisc, solo in Francia, e in VCD, solo nel mercato asiatico. Michael Jackson's Ghosts nella sua versione di 35' ad oggi non è ancora stato pubblicato ufficialmente in DVD o in Blu-ray Disc (se non in versioni bootleg) nonostante una versione HD del cortometraggio esista e sia stata trasmessa in TV in Giappone dopo la scomparsa di Jackson. La versione corta del video, realizzata per la promozione del singolo HIStory/Ghosts, è l'unica versione ad essere stata pubblicata ad oggi ufficialmente in DVD nella raccolta Michael Jackson's Vision del 2010.

### Televisione
Ghosts venne trasmesso in televisione in quasi tutto il mondo, negli Stati Uniti dal canale musicale VH1 nel periodo di Halloween del 1997 mentre in Italia venne trasmesso per la prima volta il 16 giugno 1997 alle 22.40 (2 giorni prima dell'unica tappa italiana dell'HIStory World Tour tenutasi allo Stadio Giuseppe Meazza il 18 giugno 1997) da Italia 1 nella sua versione definitiva con sottotitoli in italiano.
Inoltre un lungo "making of" di questo "short film" della durata di circa 20' è stato trasmesso per la prima volta da VH1, prima della messa in onda del video stesso. Dopo la scomparsa di Jackson nel 2009 è stato ritrasmesso sempre da VH1 in una nuova versione in HQ ed in seguito anche dalla TV giapponese in una versione leggermente diversa da quella di VH1.

## Tracce del VCD
1. The Great Gate of Kiev - 0:10
2. Welcome To Normal - 3:11
3. Did I Scare You? - 4:47
4. Meet The Family - 1:08
5. 2 Bad - 0:30
6. 2 Bad (reprise 1) - 4:32
7. Dance On The Ceiling - 1:55
8. 2 Bad (reprise 2) - 0:08
9. Descending Angels - 0:44
10. Skin To The Wind - 0:15
11. Is It Scary - 1:21
12. 2 Bad (reprise 3) - 0:07
13. Flinging The Ghouls - 2:45
14. 2 Bad (reprise 4) - 1:28
15. Super Ghoul - 1:23
16. Ghosts - 2:02
17. Mayor In The Mirror - 1:45
18. Ashes To Ashes - 2:07
19. I Showed That Freak - 0:33
20. Behind You - 0:52
21. Ghosts (over closing credits) - 5:46

## Curiosità
- Il titolo della canzone Ghosts è spesso fonte di errori; a volte è chiamata Ghost al singolare mentre altre Ghosts come il cortometraggio. Non sembra essere chiaro quali dei due nomi sia quello voluto dall'artista, anche se la canzone dovrebbe appunto intitolarsi Ghost come nel testo del pezzo ("Tell me are you the GHOST of jealousy?"). Evidentemente, per distinguerla dal titolo dell'omonimo film (Ghost - Fantasma) e a causa della popolarità del video tra i fans, si è preferito nominare definitivamente anche la canzone al plurale. Ad alimentare i dubbi sul nome definitivo, anche nella pagina ufficiale YouTube il video del singolo è stato caricato inizialmente come Ghost e non come Ghosts.[20]

## Colonna sonora
Le musiche orchestrali della colonna sonora sono state curate dal compositore Nicholas Pike, ma mai pubblicate in via ufficiale. Solo nel 2021 sono trapelate in rete, e pubblicate da alcuni utenti su YouTube, parti della colonna sonora completa. Qui di seguito le tracce della colonna sonora come appaiono in un CD prodotto per uso interno e non promozionale:
Michael Jackson's Ghosts (Complete Original Score)
Testi e musiche di Nicholas Pike.
1. Angry Mob – 2:53
2. The Grim Reaper – 3:47
3. Ghosts Enter – 3:05
4. Ceiling Dance – 1:51
5. Angels Descend – 0:50
6. Calling The Ghouls – 2:52
7. Ashes To Ashes – 1:58
8. The Cowardly Mayor – 0:51
9. Is This Scary? – 0:56

Le canzoni di Michael Jackson che appaiono nel corto sono invece le seguenti:
1. 2 Bad (versione remixata per il film)
  - Tratta dall'album  HIStory: Past, Present and Future - Book I
2. Ghosts (versione remixata per il film)
  - Tratta dall'album Blood on the Dance Floor: HIStory in the Mix
3. Is It Scary (versione remixata per il film)
  - Tratta dall'album Blood on the Dance Floor: HIStory in the Mix